# Kotu
Kotu (kotthu), popularno šrilankansko ulično jelo koje čini nasjeckani roti, povrće, jaja, meso i začini. U doslovnom prijevodu znači nasjeckan. Ističe se ljutošću i zasitnošću. Ako ga netko drugi priprema, potrošač sam bira vrstu i količinu sastojaka. Kotu može biti s piletinom, teletinom, govedinom, vegetarijanski i sl. Kotu se u smislu svoje popularnosti često naziva i šrilankanskim hamburgerom. Kao jelo pogodno za zajedničke obiteljske večere postao je popularan u sjevernoameričkim gradovima poput Toronta i New Yorka.